# قبيلة أيت أواري

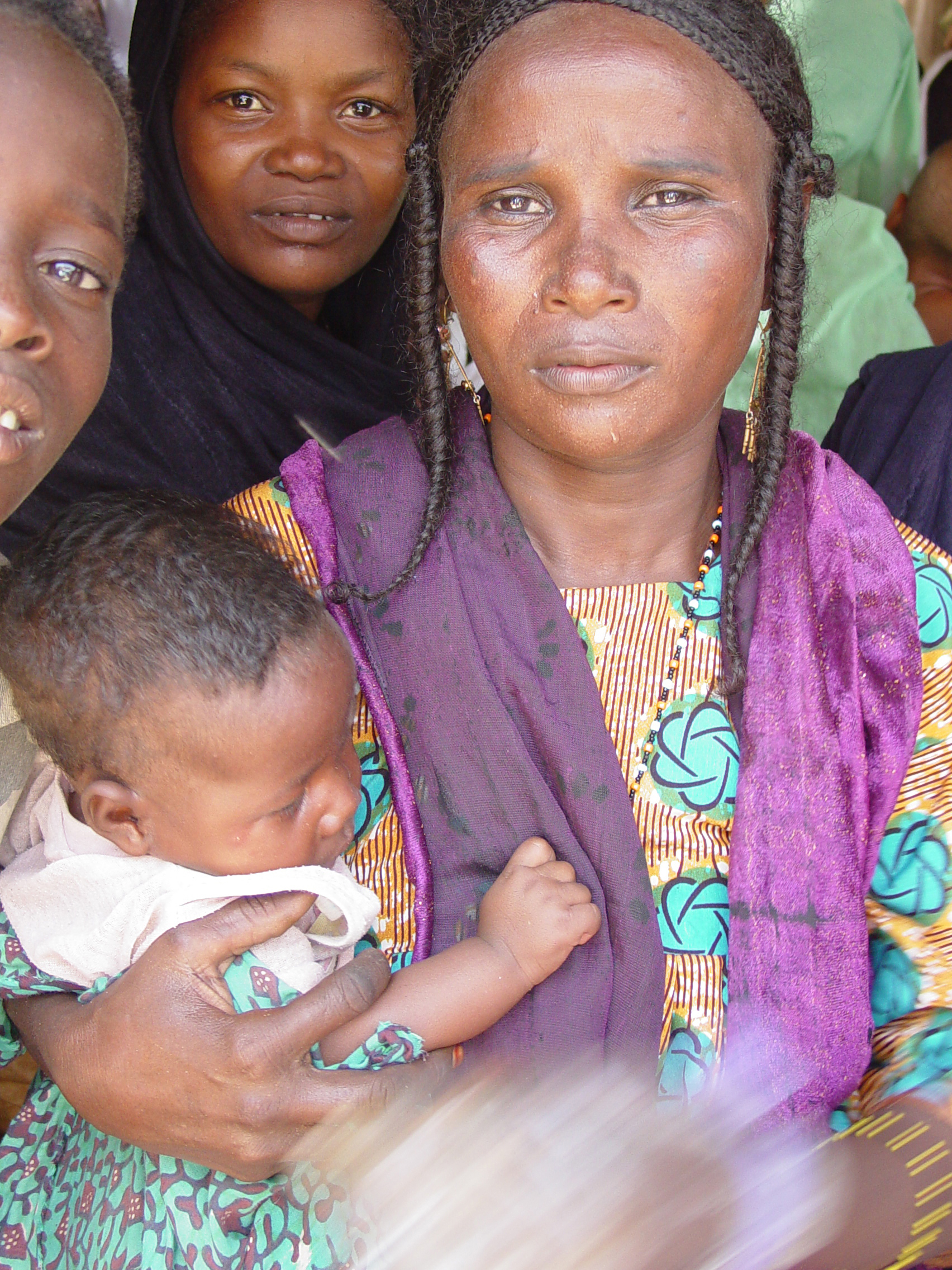
صورة لإمرأة من القبيلة تحمل لأنها وترتدي الزي التقليدي

قبيلة أيت أواري أو دكتَوَاري هي قبيلة طوارقيَّة. يرجَّح أن أصلها يرجع إلى الشعوب الأمازيغيَّة الشماليَّة التي هاجرت باتجاه الجنوب قبل قرونٍ من الزمن. يتحدث الأيت أواري لغة تتسرّت (تين سرْت)، وهو ما قد يشير إلى أنهم جاءوا بالأصل من خليج سرت في ليبيا.
تسكن قبيلة أيت أواري في وسط النيجر في إقليم طاوة وفي أبلغ وشنتبراضين وآكبنو.